# 임경훈 (야구인)
임경훈(1989년 8월 30일 ~)은 한화 이글스의 전 야구 선수다. 통산 3타수 무안타 3볼넷 1득점 2삼진을 기록했다.

## 출신 학교
- 유천초등학교
- 한밭중학교
- 대전고등학교
- 중앙대학교

## 같이 보기
- 2013년 한화 이글스 시즌